# Gerald Green
Gerald Green (rojen kot Gerald Greenberg), ameriški pisatelj, scenarist in novinar, * 8. april 1922, Brooklyn, New York, Združene države Amerike, † 29. avgust 2006, Norwalk, Connecticut, ZDA.
Obiskoval je Univerzo Columbia, kjer je bil urednik univerzitetnega humorsitičnega časopisa Jester in nastopal na nekaj univerzitetnih prestavah. V začetku druge svetovne vojne je služil v Evropi, kjer je bil tudi urednik časopisa Stars and Stripes ameriške vojske. Leta 1942 se je vrnil v ZDA in vpisal podiplomski študij na novinarskem kolidžu Univerze Columbia.
Napisal je veliko romanov, izmed katerih je najbolj znan The Last Angry Man izdan leta 1956, po katerem je bil posnet istoimenski film. Med drugim je napisal tudi His Majesty O'Keef, North West, Portofino PTA, To Brooklyn With Love, My Son the Jock, The Lotus Eaters in East and West. Roman Portofino PTA iz leta 1962 je bil prirejen v muzikal. Napisal je scenarij za Holocaust, zelo odmevno TV-miniserijo v letu 1978, ki je osvojila 8 nagrad emmy, tudi za scenarij. Kasneje je scenarij spremenil še v roman. V priznanje za njegov trud je leta 1979 prejel mednarodno mirnovno nagrado Daga Hammarskjölda za književnost. Za emmyja je bil še enkrat nominiran leta 1985, tokrat za TV-serijo Wallenberg: A Hero's Story. Green je bil tudi pisatelj, producent in režiser na NBC News.
20 let je živel v Stamfordu v Connectitutu in se potem preselil v New Canaan. Njegova prva žena je umrla za rakom, z njo je imel 3 otroke. Sam je umrl zaradi pljučnice v Norwalku, star 84 let.